# Грушівська сільська рада (Куп'янський район)
Гру́шівська сільська́ ра́да — адміністративно-територіальна одиниця та орган місцевого самоврядування в Куп'янському районі Харківської області. Адміністративний центр — село Грушівка.

## Загальні відомості
- Грушівська сільська рада утворена в 1991 році.
- Територія ради: 47,75 км²
- Населення ради: 1 770 осіб (станом на 2001 рік)

## Населені пункти
Сільській раді були підпорядковані населені пункти:
- с. Грушівка
- с. Благодатівка
- с. Василівка
- с. Садове

## Склад ради
Рада складалася з 16 депутатів та голови.
- Голова ради: Паламарчук Леонід Анатолійович
- Секретар ради: Циба Світлана Іванівна

### Керівний склад попередніх скликань
| Прізвище, ім'я, по батькові    | Основні відомості                                                         | Дата обрання | Дата звільнення |
| ------------------------------ | ------------------------------------------------------------------------- | ------------ | --------------- |
| Паламарчук Леонід Анатолійович | Сільський голова, 1959 року народження, освіта вища, безпартійний         | 26.03.2006   | 31.10.2010      |
| Паламарчук Леонід Анатолійович | Сільський голова, 1959 року народження, освіта вища, член Партії регіонів | 31.10.2010   |                 |

Примітка: таблиця складена за даними сайту Верховної Ради України

### Депутати
За результатами місцевих виборів 2010 року депутатами ради стали:

#### За суб'єктами висування
| Суб'єкт висування                 | Кількість обраних депутатів | %    |
| --------------------------------- | --------------------------- | ---- |
| Партія регіонів                   | 14                          | 87,5 |
| Комуністична партія України       | 1                           | 6,3  |
| Політична партія «Сильна Україна» | 1                           | 6,3  |

#### За округами
| № округу                          | Прізвище, ім'я, по батькові     | Дата визнання обраним | Освіта  | Партійна приналежність | Відомості про обраного депутата                                                             |
| --------------------------------- | ------------------------------- | --------------------- | ------- | ---------------------- | ------------------------------------------------------------------------------------------- |
| Комуністична партія України       |                                 |                       |         |                        |                                                                                             |
| 5                                 | Ніконова Олена Вікторівна       | 01.11.2010            | вища    | позапартійна           | Старовірівська загальноосвітня школа I-III ст., вчитель                                     |
| Партія регіонів                   |                                 |                       |         |                        |                                                                                             |
| 1                                 | Давиденко Вікторія Вікторівна   | 01.11.2010            | середня | член Партії регіонів   | Грушівська сільська рада, спеціаліст П категорії                                            |
| 2                                 | Заливахіна Оксана Сергіївна     | 01.11.2010            | середня | позапартійна           | ДНЗясла-садок «Вишенька» с. Грушівка, вихова-тель                                           |
| 3                                 | Лященко Яна Володимирівна       | 01.11.2010            | середня | член Партії регіонів   | Грушівська амбулаторія загальної практики сімейної медицини, сімейна медсестра              |
| 4                                 | Єрмолаєнко Інна Миколаївна      | 01.11.2010            | середня | член Партії регіонів   | Грушівська амбулаторія загальної практики сімейної медицини, сімейна медсестра              |
| 7                                 | Матяс Валентина Олексіївна      | 01.11.2010            | вища    | член Партії регіонів   | Грушівський сільський клуб, завідувачка                                                     |
| 8                                 | Циба Світлана Іванівна          | 01.11.2010            | вища    | член Партії регіонів   | Грушівська сільська рада, секретар                                                          |
| 9                                 | Ситнік Аліна Василівна          | 01.11.2010            | середня | член Партії регіонів   | Куп'янський районний територіаль-ний центр соціального обслуговування, соціальний працівник |
| 10                                | Лихольот Ніна Миколаївна        | 01.11.2010            | вища    | член Партії регіонів   | Грушівський бібліотечний філіал, завідувачка                                                |
| 11                                | Літвінова Наталія Олександрівна | 01.11.2010            | вища    | член Партії регіонів   | ДНЗ ясла-садок «Вишенька», бухгалтер                                                        |
| 12                                | Сухомлінов Євген Миколайович    | 01.11.2010            | середня | член Партії регіонів   | пенсіонер                                                                                   |
| 13                                | Власова Наталя Федорівна        | 01.11.2010            | середня | член Партії регіонів   | Центр поштового зв'язку № 5 м. Куп'янська, листоноша                                        |
| 14                                | Павлюк Ганна Анатоліївна        | 28.07.2013            | середня | член Партії регіонів   | КЗОЗ «Куп'янська центральна міська лікарня», лаборант                                       |
| 15                                | Склярова Олена Володимирівна    | 28.07.2013            | середня | член Партії регіонів   | Благодатівський ФАП, акушерка                                                               |
| 16                                | Давиденко Любов Павлівна        | 01.11.2010            | середня | член Партії регіонів   | Комісарівсь-ке відділення зв'язку, листоноша                                                |
| Політична партія «Сильна Україна» |                                 |                       |         |                        |                                                                                             |
| 6                                 | Саржевська Олена Вікторівна     | 01.11.2010            | середня | позапартійна           | філія № 939/047 Куп'янсько-го відділення ВАТ «Ощадний банк України», контролер-касир        |